# Myelotoxizität
Die Myelotoxizität ist die (gesundheits)schädigende Wirkung meist von chemischen Substanzen und/oder physikalischer Faktoren auf das Knochenmark und führt zur Myelosuppression.
Der Begriff ist eine Zusammensetzung von altgriechisch μυελός myelos „(Knochen- oder Rücken-)Mark“ und Toxizität.
Das Eigenschaftswort dazu heißt myelotoxisch.
Nicht unter Myelotoxizität fällt die Schädigung des Rückenmarkes. Diese wird als Myelopathie bezeichnet.